# Atletica leggera ai Giochi della XXVII Olimpiade - Salto in alto maschile

Video della Finale (Abderrahmane Hammad bronzo)

Il salto in alto ha fatto parte del programma di atletica leggera maschile ai Giochi della XXVII Olimpiade. La competizione si è svolta nei giorni 22-24 settembre 2000 allo Stadio Olimpico di Sydney.

## Presenze ed assenze dei campioni in carica
| Competizione         | Atleta            | Prestazione | Sydney 2000 |
| -------------------- | ----------------- | ----------- | ----------- |
| Olimpiadi 1996       | Charles Austin    | 2,39 m      | Presente    |
| Commonwealth 1998    | Dalton Grant      | 2,31 m      | Assente     |
| Goodwill Games 1998  | Javier Sotomayor  | 2,33 m      | Squalif.    |
| Europei 1998         | Artur Partyka     | 2,34 m      | Assente     |
| Coppa del mondo 1998 | Charles Austin    | 2,31 m      | Presente    |
| Panamericani 1999    | Javier Sotomayor  |             | Squalif.    |
| Africani 1999        | Anthony Idiata    | 2,27 m      | Non qual.   |
| Mondiali 1999        | Vjačeslav Voronin | 2,37 m      | Presente    |
|                      |                   |             |             |
| Mondiali junior 1996 | Mark Boswell      | 2,24 m      | Presente    |

1. ↑  Per uso di cocaina.
2. ↑  Voronin è anche primatista stagionale con 2,40 (Londra, 5 agosto).

## La gara
Il grande favorito è il campione mondiale Vjačeslav Voronin. C'è anche il grande Javier Sotomayor, che però non ha fatto grandi cose durante la stagione. A 2,29 Voronin ha gravi incertezze e supera la misura solo al terzo tentativo. 2,32 sono per il russo una misura fatale. Eliminato il favorito, la gara vede al comando proprio Sotomayor, che finora ha saltato solo due volte, passando la misura alla prima prova. Ma a 2,35 anche il cubano sbaglia tre volte ed esce di gara. Spunta Sergej Kljugin, unico a superare la quota, conquistando così l'oro.

## Risultati

### Turno eliminatorio
Qualificazione2,30 m
I 12 atleti finalisti sono selezionati a 2,27.

Il campione in carica Charles Austin si ferma a 2,20 e non si qualifica.

### Finale
Stadio Olimpico, domenica 24 settembre, ore 18:10.
| Pos        | Atleta                 | Paese       | 2,20 | 2,25 | 2,29 | 2,32 | 2,35 | Misura | Note |
| ---------- | ---------------------- | ----------- | ---- | ---- | ---- | ---- | ---- | ------ | ---- |
|            | Sergej Kljugin         | Russia      | O    | -    | O    | XO   | O    | 2,35   |      |
|            | Javier Sotomayor       | Cuba        | -    | O    | -    | O    | XXX  | 2,32   |      |
|            | Abderrahmane Hammad    | Algeria     | O    | O    | XO   | O    | XXX  | 2,32   |      |
| 4          | Stefan Holm            | Svezia      | O    | O    | XXO  | O    | XXX  | 2,32   |      |
| 5          | Konstantin Matoussevic | Israele     | O    | O    | O    | XXO  | XXX  | 2,32   |      |
| 6          | Mark Boswell           | Canada      | XO   | O    | -    | XXO  | XXX  | 2,32   |      |
| 6 ex aequo | Staffan Strand         | Svezia      | -    | XO   | O    | XXO  | XXX  | 2,32   |      |
| 8          | Wolfgang Kreissig      | Germania    | O    | O    | O    | XXX  |      | 2,29   |      |
| 9          | Serhiy Dymchenko       | Ucraina     | O    | XO   | O    | XXX  |      | 2,29   |      |
| 10         | Vjačeslav Voronin      | Russia      | O    | O    | XXO  | XXX  |      | 2,29   |      |
| 11         | Nathan Leeper          | Stati Uniti | O    | O    | XXX  |      |      | 2,25   |      |
| 12         | Kwaku Boateng          | Canada      | XO   | XO   | XXX  |      |      | 2,25   |      |
| 13         | Kenny Evans            | Stati Uniti | XO   | XXX  |      |      |      | 2,20   |      |

Abderahmane Hammad è il primo atleta africano maschio a vincere una medaglia in un concorso alle Olimpiadi.

Gli Stati Uniti sono fuori dai primi quattro posti nella specialità per la prima volta nella storia dei Giochi.
Legenda: O = Salto valido; X = Salto nullo; – = Misura passata; RN = Record nazionale; RM = Record mondiale; RP = Record personale.